# Forêt nationale de l'Aripuanã
La forêt nationale de l'Aripuanã (portugais : Floresta Nacional do Aripuanã) est une forêt nationale brésilienne. Elle se situe dans la région Nord, dans l'État de l'Amazonas.
Le parc fut créé en 2016 et couvre une superficie de 751 302,17 hectares.
Il s'étend sur le territoire de la municipalité de Novo Aripuanã.